# Parco nazionale di Hainich
Il Parco nazionale di Hainich (in tedesco: Nationalpark Hainich) è un'area naturale protetta situata nello stato federato della Turingia, nella Germania centrale. Istituito nel 1997, il parco protegge una vasta porzione dell'antica foresta di latifoglie di Hainich, una delle più estese in Europa centrale. È il tredicesimo parco nazionale della Germania ed è stato riconosciuto nel 2011 come Patrimonio dell'Umanità UNESCO, nell'ambito del sito seriale «Foreste primordiali dei faggi dei Carpazi e di altre regioni d'Europa».

## Storia
Per secoli, l'area di Heinich è stata una foresta feudale riservata alla caccia e poi utilizzata intensivamente per scopi militari. Fino agli anni '90, una porzione significativa del territorio fu infatti impiegata come area d'addestramento dell'esercito nazionale della DDR e successivamente della Bundeswehr.
Nel 1997, a seguito della riunificazione tedesca e del crescente interesse per la tutela degli ecosistemi forestali autoctoni, venne istituito ufficialmente il Parco nazionale di Hainich. Gran parte dell'area non è mai stata deforestata o convertita in uso agricolo, conservando un'elevata naturalità.
Nel 2011, le faggete di Heinich sono state inserite nel sito seriale UNESCO «Foreste primordiali dei faggi dei Carpazi e di altre regioni d'Europa».

## Geografia
Il parco si estende per una superficie di circa 75 km² all'interno del massiccio collinare dell'Hainich, sul margine occidentale della Turingia, tra le città di Eisenach, Bad Langensalza e Mühlhausen. Il territorio è costituito da altipiani calcarei che si elevano tra i 300 e 500 metri s.l.m., caratterizzati da dolci rilievi e suoli profondi e fertili.
Il parco fa parte del più ampio Thüringer Becken ed è situato interamente nella zona di transizione tra la regione montuosa della Turingia e la pianura della Germania centrale.

## Ecologia

### Flora
Il parco è dominato da foreste di latifoglie decidue, in particolare faggete miste naturali. Il faggio europeo (Fagus sylvatica) è la specie dominante, accompagnato da acero montano (Acer pseudoplatanus), tiglio selvatico (Tilia cordata), frassino maggiore (Fraxinus excelsior), carpino bianco (Carpinus betulus) e, in stazione più secche, quercia rovere (Quercus petraea).
Il sottobosco è ricco di felci, muschi e piante erbacee come Dentaria bulbifera, Anemone nemorosa, Pulmonaria officinalis e Orchis militaris.

### Fauna
Il Parco nazionale di Hainich ospita numerose specie animali, alcune delle quali rare o minacciate. Tra i mammiferi spiccano il gatto selvatico europeo (Felis silvestris), simbolo del parco, la martora, il tasso, il pipistrello barbastello (Barbastella barbastellus) e diverse altre specie di chirotteri.
Sono state censite oltre 180 specie di uccelli, tra cui il picchio nero (Dryocopus martius), il picchio rosso maggiore (Dendrocopos major), l'allocco degli Urali (Strix uralensis), il falco pecchiaiolo (Pernis apivorus) e il codibugnolo.
Il parco ospita anche diverse specie si anfibi e rettili, come il tritone crestato (Triturus cristatus), la rana dalmatina (Rana dalmatina) e la lucertola agile (Lacerta agilis), oltre a centinaia di specie di insetti saproxilici, legati al legno morto.

## Conservazione
Il Parco nazionale di Hainich è classificato come area protetta di categoria II IUCN, con l'obiettivo principale di conservare gli ecosistemi forestali originari, lasciandoli evolvere senza interventi umani. Oltre il 90% del parco è ormai lasciato alla libera evoluzione, senza tagli, disboscamenti o gestione forestale attiva.
La protezione della faggeta naturale ha rilevanza continentale, trattandosi di uno degli esempi meglio conservati di foresta mista decidua dell'Europa centrale in zona collinare-calcarea.

## Turismo e infrastrutture
Il parco è una destinazione molto apprezzata per il turismo naturalistico. Il principale centro visitatori si trova a Bad Langensalza, mentre numerosi sentieri tematici e percorsi escursionistici attraversano l'area protetta.
La principale attrazione del parco è il Baumkronenpfad Hainich, un suggestivo sentiero sospeso tra le chiome degli alberi, lungo oltre 500 metri e dotato di piattaforme panoramiche, torri di osservazione e installazioni didattiche interattive. Il percorso consente di osservare dall'alto la struttura della foresta e la sua biodiversità.
Altri sentieri tematici, come il Pfad der wilden Katze («sentiero del gatto selvatico») e l'Urwaldpfad («sentiero della foresta primordiale»), introducono i visitatori alle peculiarità ecologiche del parco.
Il parco offre anche attività didattiche per le scuole, progetti di educazione ambientale, mostre temporanee e laboratori presso il centro naturalistico.

## Patrimonio dell'Umanità
Nel 2011, una porzione del parco è stata iscritta nel Patrimonio Mondiale UNESCO come parte del sito transnazionale «Foreste primordiali dei faggi dei Carpazi e di altre regioni d'Europa», che comprende aree forestali di alta naturalità distribuite in 18 paesi. Le faggete dell'Heinich rappresentano un esempio tipico dell'espansione naturale del faggio europeo in ambienti collinari non disturbati da attività antropiche.